# Pompilio Mandelli
Pompilio Mandelli (Luzzara, 14 giugno 1912 – Bologna, 28 maggio 2006) è stato un pittore italiano appartenente alla corrente "informale". È stato anche insegnante e presidente dell'Accademia di belle arti di Bologna.

## Biografia
Pompilio Mandelli nasce il 14 giugno 1912 in frazione Villarotta di  Luzzara, nella bassa reggiana .  Si trasferisce a Bologna nel 1928 per studiare, dove avrà come maestri Giorgio Morandi e Virgilio Guidi. Comincia la sua attività espositiva all'interno delle mostre interprovinciali fasciste. L'esordio avviene nel 1935, in una mostra dei Littoriali a Venezia, dove vince il primo premio e il diritto ad esporre nella Biennale dell'anno successivo (esposizione alla quale parteciperà per ben nove volte). Nel 1940 inizia il sodalizio con Francesco Arcangeli al quale aderirà per tutta la vita.
Al termine della seconda guerra mondiale insieme a Carlo Corsi, Borgonzoni e Minguzzi fonda la galleria "Cronache". Nel 1945 Arcangeli definisce la sua pittura "Ultimo naturalismo". Nel 1948 e nel 1950 partecipa alla Biennale di Venezia con opere ancora in qualche modo legate al figurativo. Vi ritorna nel 1952 per la terza volta esponendo nove opere "informali", in una sala personale, con la presentazione di Francesco Arcangeli, il quale,  durante la primavera dello stesso anno, ha modo di sottolineare il definitivo distacco del pittore rispetto alle correnti formali dei suoi contemporanei. L'ultima opera ancora vagamente legata all'ambito della figura è Pittrice del 1952, parte della collezione Agostini.
Nel 1953 e nel 1958 vince un Premio Acquisto alla prima e alla sesta edizione del Premio Spoleto. Partecipa di nuovo alla XXXVI Biennale d'arte di Venezia del 1972. 
Numerosissime le mostre personali e l'inserimento di sue opere in importanti antologiche del Novecento. tra cui quella al Salone del Podestà del Comune di Bologna dal 30 giugno al 3 settembre del 1995, curata da Pier Giovanni Castagnoli, professore di storia dell'arte all'Università di Bologna.
Muore a Bologna, sua città di elezione, nel maggio del 2006, poco prima del suo 94º compleanno.

### Vita privata
Durante la guerra si  sposa con la  pittrice bolognese Lidia Puglioli, rappresentante femminile del genere artistico  informale, dalla quale,  successivamente, si  separerà. 
Negli anni settanta sposa la pittrice   Maria Bruna Malaguti, sua allieva all'Accademia venti anni prima.